# Dendropanax hainanensis
Dendropanax hainanensis är en araliaväxtart som först beskrevs av Elmer Drew Merrill och Chun, och fick sitt nu gällande namn av Chun. Dendropanax hainanensis ingår i släktet Dendropanax och familjen Araliaceae. Inga underarter finns listade.